# Caryota angustifolia
Espèce
Classification phylogénétique
Caryota angustifolia est une espèce de plante de la famille des Arecaceae (palmiers) . Elle a été décrite pour la première fois par Zumaidar et Jeanson ,,.
Cette nouvelle espèce, découverte récemment (2011), est native de   :
- Sulawesi (les Célèbes)